# Englenderné Hock Ibolya
Englenderné Hock Ibolya (Babarc, 1959. március 8. –) magyarországi német nemzetiségi politikus, pedagógus, 2019 óta a Magyarországi Németek Országos Önkormányzatának elnöke.

## Élete
A Baranya megyei Babarc településen született, anyai és apai ágon egyaránt sváb családból származik. Középiskolai tanulmányait a pécsi Leőwey Klára Gimnázium német nemzetiségi tagozatát végezte 1973–1977 között. 1977–1981 között a Pécsi Tanárképző Főiskola nemzetiségi német–magyar, 1983–1988 között az Eötvös Loránd Tudományegyetem német nyelv és irodalom szakán végzett. 1981–1991 között a Leőwey Klára Gimnázium tanára, 1991–1994 között a JPTE Német Nyelvészeti Tanszékén dolgozott, 1994 óta a Koch Valéria Középiskola, Általános Iskola, Óvoda és Kollégium tanára.
Schubert Olívia balesete és lemondása után a Magyarországi Németek Országos Önkormányzatának elnöke.
Házastársa Englender János építésztechnikushoz. Két gyermekük született, Petra és Éva.